# Hanseatic Goethe Prize
Lo Hanseatic Goethe Prize è un premio letterario tedesco, attribuito annualmente dal 1949 al 1959 e quindi ogni due anni a figure europee di grande prestigio.
The Hanseatic Goethe Premio è stato un anno da 1949 1959, quindi entro il 2005 ogni due anni assegnati a personaggi europei di notevole importanza, nello spirito di Johann Wolfgang von Goethe. Il premio è stato dotato di 25000 € ed è stato finanziato dalla Fondazione del mercante di Amburgo Alfred Toepfer (1894-1993). Istituita nel 1931, la Fondazione è la più importante fondazione privata della Germania. Attuale presidente del consiglio di amministrazione è Birte Toepfer, la moglie di Heinrich Toepfer, il più giovane figlio del fondatore.
Inoltre, la fondazione ha assegnato, dal 1973 al 2005, una medaglia d'oro "Johann Wolfgang von Goethe Medal" per gli stessi servizi o per servizi attinenti alla conservazione del patrimonio culturale europeo ". destinatari precedenti di questo premio sono stati Siegfried Lenz, la Fondazione Giorgio Cini di Venezia, Rolf Liebermann di Amburgo, Max Wehrli di Zurigo, Hans Heinrich Thyssen-Bornemisza de Kászon di Lugano, Viktor Frankl di Vienna e Pietro Citati di Roma.

## Vincitori
- 1950: Carl Jacob Burckhardt
- 1951: Martin Buber
- 1952: Eduard Spranger
- 1953: Eivind Berggrav
- 1954: T. S. Eliot
- 1955: Gabriel Marcel
- 1956: Walter Gropius
- 1957: Alfred Weber
- 1958: Paul Tillich
- 1959: Theodor Heuss
- 1961: Benjamin Britten
- 1963: Wilhelm Flitner
- 1965: Hans Arp
- 1967: Salvador de Madariaga
- 1969: Robert Minder
- 1971: Giorgio Strehler
- 1972: Albin Lesky
- 1973: Manès Sperber
- 1975: Carlo Schmid
- 1977: Willem Adolf Visser ’t Hooft
- 1979: Hans-Georg Wormit
- 1981: Antonio Tovar
- 1985: Karl-Heinz Hahn
- 1988: Alfred Sauvy
- 1989: Carl Friedrich von Weizsäcker
- 1991: Goethe-Gesellschaft
- 1993: Jean Starobinski
- 1995: Nikolaus Harnoncourt
- 1997: Harald Weinrich
- 1999: Ryszard Kapuściński
- 2001: Pina Bausch
- 2003: Cees Nooteboom
- 2005: Ariane Mnouchkine

| Controllo di autorità | LCCN (EN) sh98002051 · GND (DE) 4394476-0 · J9U (EN, HE) 987007563613405171 |